# گلینا (مریلند)
گلینا (به انگلیسی: Galena) شهری در ایالت مریلند کشور ایالات متحده آمریکا است که جمعیت آن در سرشماری سال ۲۰۱۰ میلادی، ۶۱۲ نفر بوده‌است.